# La Mancha (Vi)
La Mancha (literalment la Manxa en català), és una denominació d'origen de vins d'un gran àrea vinícola regada pels rius Guadiana, Tajo i Xúquer, la qual inclou bona part de la regió de la Manxa i constitueix el vinyar més gran del món amb més de 436.000 hectàrees, de les quals 170.000 n'han estat acollides a aquesta denominació. També és la denominació amb més vinya inscrita d'Espanya, coneguda com "El celler d'Europa".

## Història
L'origen provat del vi de la Manxa data del segle XII en plena Conquesta feudal hispànica, encara que no falta qui afirma que es remunta a l'època romana. Durant els segles XVI i XVII els vins d'aquesta regió van proveir a la cort per la seva proximitat a Madrid i les mencions al vi manxec en el llibre més universal escrit en llengua castellana, Don Quixot de la Manxa són freqüents.

## L'entorn
Situada a la submeseta sud, l'orografia és poc accidentada i l'altitud ronda els 700 metres sobre el nivell del mar. El sòl és calcari de color freqüentment vermellós. El clima és continental amb una temperatura mitjana de 14 graus, els estius són molt càlids, superant fins i tot els 40 °C, i els hiverns llargs i freds, amb temperatures de fins a -15 °C. Les precipitacions van de 300 a 400 mm.

## Vins
- Negres (tintos): vins de 11,5º a 13º de graduació.
- Rosats: vins de 10,5º a 13º de graduació.
- Espumosos: secs, semi-secs, dolços, extra-secs i extra-brut, d'aroma afruitat.
- Blancs: vins de 10,5º a 13º de graduació.
- Dolços: grau alcohòlic natural superior a 15% vol. i el grau alcohòlic volumètric adquirit no inferior a 13% vol.
- Vins d'agulla

## Varietats
Blanquesforcallat, macabeu, chardonnay, sauvignon blanc, verdejo, moscatell de gra petit, pedro ximenes, parellada, torrontés, gewürztraminer, riesling, viognier.
Negresull de llebre, garnatxa, moravia, cabernet sauvignon, syrah, merlot, petit verdot, graciano, malbec, cabernet franc, pinot negre.